# Distretto di Dholpur
Il distretto di Dholpur è un distretto del Rajasthan, in India, di 982 815 abitanti. È situato nella divisione di Bharatpur e il suo capoluogo è Dholpur.